# 露水河林业局
露水河林业局是一个位于中华人民共和国吉林省白山市抚松县的类似乡级单位，亦是中国吉林森林工业集团所属的一个林业局。
露水河林业局位于长白山西北麓，总经营面积12.1万公顷，森林覆盖率达95.4%。

## 行政区划
露水河林业局下辖以下单位：
天保中心（森林资源管护大队）、东升林场、新兴林场、西林河林场、四湖林场、宏伟种子园、露水河国家森林公园（长白山国际狩猎场）。